# ECAM LaSalle
Fundada em 1900, a ECAM LaSalle, antiga École catholique d'arts et métiers, é uma escola de engenharia, é uma das "Grandes écoles" francesas. Foi fundada em Reims e mudou-se para Lyon em 1946, nas colinas de Fourvière.
O currículo do ECAM inclui cursos científicos e técnicos, bem como formação prática nos 5 departamentos seguintes: Engenharia Mecânica, Ciência dos Materiais, Engenharia Eléctrica e Electrónica, Automação, Informática e Engenharia de Produção ou realização de projectos.

## Famoso graduado
- Pierre Dupasquier, ex-chefe do departamento de competições da Michelin